# Archeologische waardenkaart
Een archeologische waardenkaart is de verbeelding van archeologische waarden op een kaartbeeld. Onder archeologische waarden kunnen worden verstaan:
- archeologische verwachtingswaarden
- vastgestelde archeologische waarden of resten

Aangezien in Nederland gemeenten verplicht zijn erfgoed te beschermen, kan de kaart bij ruimtelijke- en bouwplannen inzicht geven in welke mate in een gebied rekening dient te worden gehouden met bekende en verwachte archeologische bijzonderheden. (Eventuele) ontwikkelingen in een gebied kunnen mede op basis van de archeologische waardenkaart onder meer leiden tot nader archeologisch onderzoek vooraf.